# Edla Schultheis
Edla Schultheis, ogift Larsson, ursprungligen Larsdotter, född 16 mars 1870 i Mögsjöhyttan, Färnebo församling i Värmlands län, död 27 maj 1928 i Oscars församling i Stockholm, var en svensk tivolichef.
Edla Schultheis var dotter till torparen Lars Petter Jonsson och Karolina Jakobsdotter och blev tidigt faderlös. Hon inflyttade från Norrköping till Stockholm 1893, där hon bland annat arbetade i hushållet hos familjerna Lind af Hageby, Sellholm och Bergstrand innan hon 1906 gifte sig med Gröna Lunds grundare Jacob Schultheis (1846–1914), som hade blivit änkling 1901. Efter dennes död drev hon Gröna Lund på Djurgården i Stockholm 1914–1916 med styvsonen Gustaf Nilsson som kompanjon, varefter denne tog över driften.
Edla Schultheis hade en dotter Ella (Larsson) Schultheis (1897–1984), som gifte sig med musikern Bertil Rydén. Tillsammans med dem är hon begravd på Solna kyrkogård.